# Лондрина (агломерация)

Лондрина на карте.

Лондрина (порт. Região Metropolitana de Londrina)  —  крупная городская агломерация в Бразилии. Центр — город Лондрина. Входит в штат Парана. 

## Население
Численность населения агломерации по состоянию на 2007 год составляла 741 928 человек, по состоянию на 2014 год — 1 067 214 человек (в том числе в границах 2010 года — 818 300 человек). 
Занимает площадь 9068,1 км² (в том числе ранее 4285,4 км²). Плотность населения — 172,49 чел./км² в 2007 году и 117,69 чел./км² в 2014 году (в том числе в границах 2010 года в 2014 году — 190,95 чел./км²).

## Состав
В состав агломерации с ноября 2013 года входят 24 муниципалитета, в том числе города Лондрина, Арапонгас, Камбе, Роландия, Ибипоран, Асаи, Сертанополис и др.

## Статистика
- Валовой внутренний продукт на 2005 составляет 8.765.516.236 реалов (данные: Бразильский институт географии и статистики).
- Валовой внутренний продукт на душу населения на 2005 составляет 11.858,20  реалов (данные: Бразильский институт географии и статистики).
- Индекс развития человеческого потенциала на 2000 составляет 0,813 (данные: Программа развития ООН).